# Charlie Charlie Challenge

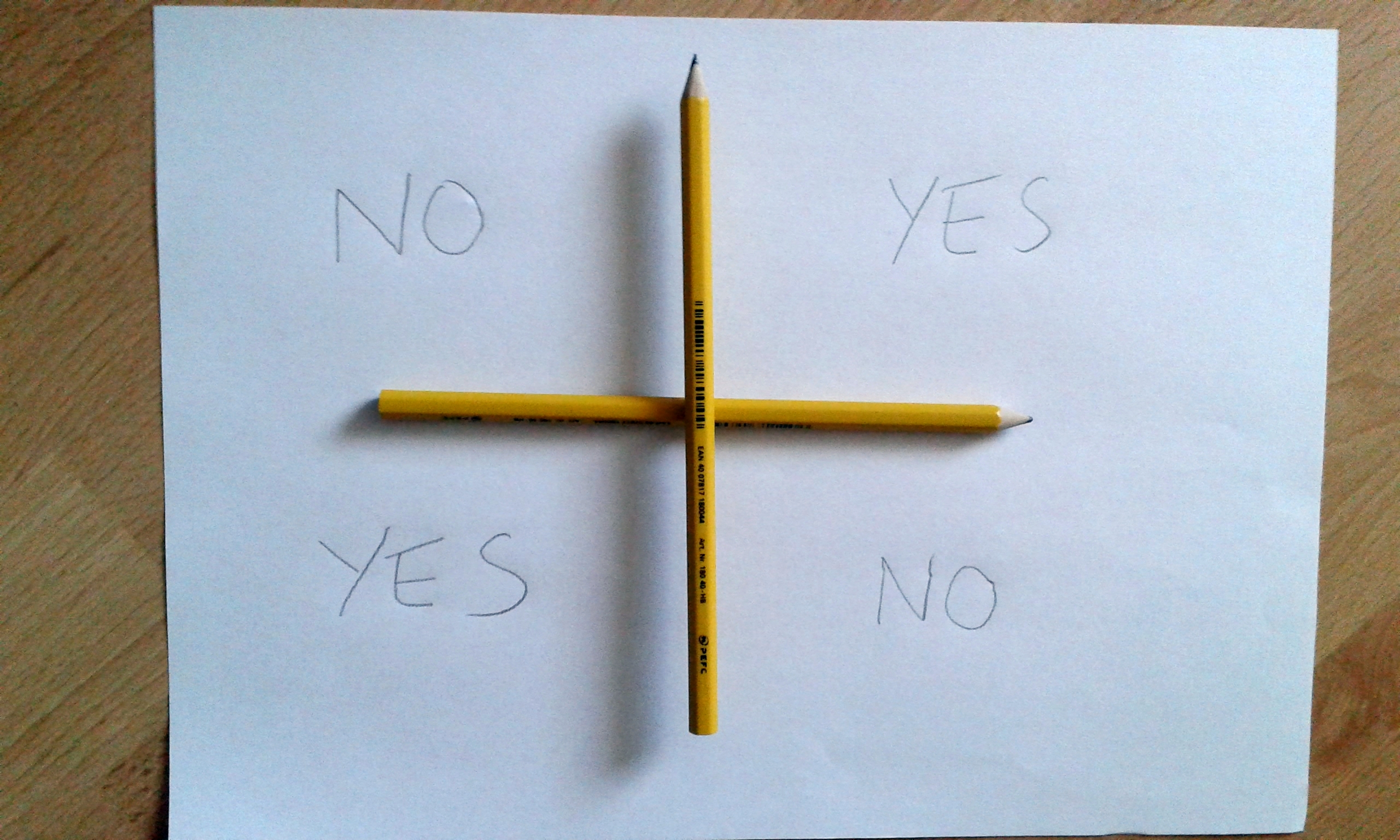
En el juego, dos lápices se colocan en forma de cruz de modo que el de arriba quede balanceado y no toque el suelo sobre una hoja de papel con las palabras «Sí» y «No».

El Charlie Charlie challenge es un tipo de juego a lápiz y papel en el que una supuesta entidad llamada "Charlie" responde preguntas moviendo un lápiz balanceado sobre otro. Es generalmente jugado por niños y adolescentes.
El juego se viralizó en las redes sociales la noche del 25 de mayo y el martes 26 de mayo de 2015, cuando la productora cinematográfica Warner Bros. en su canal de YouTube sacó al aire el tráiler de La horca que se basa en este juego.
Aunque ya se conoce del juego desde 2008, no fue hasta 2015 donde fue popularizado por un usuario en la red social Twitter mediante el hashtag #CharlieCharlieChallenge, como un desafío de internet en el que miles de personas en todo el mundo debían jugarlo mientras lo filmaban. El juego fue considerado un acto de brujería y espiritismo debido principalmente a las similitudes con el tablero güija. Además, muchas leyendas urbanas existieron sobre el origen del supuesto "Charlie".

## El juego
En el juego se utiliza una hoja de papel en el que se traza una cruz y en las cuatro casillas se escriben las palabras «Sí» y «No» dos veces, en forma consecutiva y a manera de damero. En el centro de la cruz se coloca un lápiz y encima de este se coloca otro lápiz de modo que quede balanceado y equilibrado en la otra línea de la cruz. El juego comienza cuando los usuarios primero preguntan "¿Charlie Charlie, estás aquí?", y si el lápiz se mueve, quiere decir que el ente está allí y comienzan las otras preguntas que el ente puede responder moviendo el lápiz hacia las casillas de «Sí» y «No», cerrando con preguntas como "¿Charlie Charlie, podemos parar?".
Se cuenta que a "Charlie" se le puede hacer preguntas variadas, como consejos de relaciones amorosas, o simplemente para animar fiestas, pero varias leyendas urbanas dicen que el juego es muy peligroso dado que representa la invocación de un espíritu aparentemente demoníaco.

## Leyendas urbanas
Muchas fuentes afirmaban que "Charlie" era un demonio, y otras, que era un niño estadounidense que murió asesinado.
Muchas personas creen que este juego es diabólico y peligroso y ha afectado a muchas personas a lo largo del mundo, especialmente personas supersticiosas, al ver varias sombras y al tener pesadillas y alucinaciones. También cuentan que ha causado muertes humanas debido a la invocación del espíritu, quien muchos lo consideran una entidad demoníaca.
Algunas personas afirman que si una persona no recibe correctamente a Charlie (por ejemplo, con un susto o una huida), este podría maldecir a quien no lo trató correctamente y podría incluso matarlo. Otros también dicen que si se le preguntan cosas sobre el futuro o preguntas obscenas, el ente podría maldecir a todos sus jugadores, por lo que se debe tratar con mucho respeto.
Aunque el juego ha sido muy jugado por jóvenes por el mundo, (hay varios vídeos en YouTube en los que se muestra jugando el juego) ha sido prohibido en muchas partes por considerarlo un juego diabólico y muy peligroso en lugar de un pasatiempo divertido e inofensivo para los jóvenes como otras personas creen.

## Explicación
Se explica con certeza que el lápiz se mueve por la posición equilibrada pero inestable en la que se encuentra sobre el lápiz de abajo, por lo que cualquier variación en su ambiente lo puede hacer mover por afectar el equilibrio, entre ellas, una pequeña corriente de aire como la voz de quien realiza las preguntas o los suspiros de los jugadores. Si el lápiz no se mueve, probablemente es porque no está alineado correctamente o su superficie es muy grande y produce demasiada fricción. De acuerdo con esta explicación, el juego no es diabólico ni producto de brujería, solamente es una "broma inofensiva" o un "pasatiempo".
La explicación de la cantidad de personas que se vieron afectadas o muertas por este juego puede que sean falsas o sin confirmar, pero probablemente se debe a que las personas eran muy supersticiosas o estaban bajo los efectos de alguna droga, alcohol o bien, intoxicación por monóxido de carbono[cita requerida], lo cual explicaría sus alucinaciones después de haberlo jugado. Quienes afirman que algunas personas murieron, quizá se deba a un infarto o paro cardíaco después de ver los lápices moverse, y no por la "maldición" de un espíritu[cita requerida]. 